# Vincent Michael Concessao
Vincent Michael Concessao (* 28. September 1936 in Mangalore, Karnataka, Indien) ist emeritierter Erzbischof von Delhi.

## Leben
Vincent Michael Concessao wurde in der Diözese Mangalore geboren und absolvierte dort auch sein Studium. Nach seiner Priesterweihe am 4. Dezember 1961 kam er nach Delhi und wurde dann für weitere Studien im Bereich der Soziologie an die Loyola University Chicago gesandt. Nach Beendigung dieser Studien kehrte er nach Delhi zurück. Auf diözesaner und interdiözesaner Ebene hatte er Aufgaben in verschiedenen Bereichen inne. Unter Erzbischof Alan de Lastic wurde er Generalvikar von Delhi.
Papst Johannes Paul II. ernannte ihn am 3. Februar 1995 zum Titularbischof von Mascula und zum Weihbischof im Erzbistum Delhi. Die Bischofsweihe spendete ihm der Erzbischof von Delhi Alan Basil de Lastic am 1. April desselben Jahres; Mitkonsekratoren waren Angelo Innocent Fernandes, emeritierter Erzbischof von Delhi, und Symphorian Thomas Keeprath, Bischof von Jalandhar. Im Jahr 1998 erfolgte die Ernennung zum Erzbischof von Agra, und nach dem Tod von Erzbischof Alan de Lastic im Jahr 2000 die Ernennung zum Erzbischof von Delhi.
Am 30. November 2012 nahm Papst Benedikt XVI. sein aus Altersgründen vorgebrachtes Rücktrittsgesuch an.
Concessao war Vizepräsident der Indischen Bischofskonferenz (CCBI).